# Steve Souza
Steven Souza, poznatiji kao Zetro (Oakland, Kalifornija, 24. ožujka 1964.) američki je thrash metal pjevač, najpoznatiji kao pjevač sastava Exodus gdje je pjevao od 1986. do 1993. i ponovo od 2002. do 2004. Ponovo se pridružio Exodusu 2014. Souza je uz Chucka Billyja drugi pjevač sastava Dublin Death Patrol. Bio je i pjevač sastava Tenet i izvorni pjevač sastava Legacy, koji je promijenio ime u Testament. Bio je i pjevač sastava Hatriot.

## Životopis

### Legacy/Testament (1983. – 1986.)
Prije pridružio se sastavu Exodus, Souza je bio pjevač Legacyja, koji je promijenio ime u Testament nakon njegovog odlaska. Kad napustio je Legacy, predstavio je Chucka Billyja članovima Legacyja i pridružio se Exodusa.

### Exodus (1986. – 1993., 2002. – 2004.)
Souza najpoznatiji je pod svom radu u Exodusu, gdje je pjevao od 1986. do 1993. kad Paul Baloff je bio izbačen iz skupine. Nakon objavljena albuma Force of Habit sastav se raspao. Kasnije se ponovo pridružio reformiranom Exodusu od 2002. do 2004. Ponovo je napustio sastav tijekom njihove južnoameričke turneje 2004., prema Holtu, Zetro je napustio turneju prije nego je počela. Zbog toga je raskol bio prilično neprijateljski.

### Dublin Death Patrol (2006. – danas)
Godine 2006. uz Chuckom Billyjem osnovao je thrash metal sastav Dublin Death Patrol. Godine 2007. s Willyjem Langeom otišli su na svjetsku turneju i odradili Fields of Rock u Nizozemskoj sa sastavima Heaven and Hell, Korn, Iron Maiden, Ozzy Osbourne, Machine Head, Black Label Society, Hatebreed, Megadeth, Papa Roach, Slayer, Motörhead, Mastodon, Velvet, Revolver, Dream Theater, Suicidal Tendencies, Amon Amarth, DragonForce, Ill Niño i DevilDriver.

### Tenet
U kolovozu 2008. Souza je postao pjevač metal sastava Tenet s članovima Byronom Stroudom, Jedon Simonom, Glenom Alvelaisom i Geneom Hoglanom. Album sastava objavljen je u srpnju 2009.

### Hatriot (2010. – 2015.)
Souza s Kostaom Varvatakisom, Justinom Sakagawom i svoja dva sina Nicholasom Souzom i Codyjem Souzom osnovao je thrash metal sastav Hatriot. Debitanski album, Heroes of Origin, objavljen je 25. siječnja 2013. Drugi album, Dawn of the New Centurion objavljen je 21. veljače 2014. Godine 2015. Steve je napustio Hatriot. Zamijenio ga je njegov sin Cody.

### Povratak u Exodusa
Dana 8. lipnja 2014. objavljeno je da se Souza ponovo pridružio Exodusu. Pojavio se na albumu Blood In, Blood Out koji je bio prvi album sastava sa Souzom nakon albuma Tempo of the Damned. Godine 2021. objavljen je jedanaesti album sastava, Persona Non Grata.

## Stil
Souzin glas podsjeća na bivšeg pjevača AC/DC-a, Bona Scotta. Može ga se čuti na obradama AC/DC-a koje je snimio Exodus kao što su "Overdose" koji se pojavio na albumu Fabulous Disaster i "Dirty Deeds Done Dirt Cheap" iz albuma Tempo of the Damned.

## Diskografija
Legacy/Testament
- Demo: 1 (1985.)
- First Strike Still Deadly (2001.)

Exodus
- Pleasures of the Flesh (1987.)
- Fabulous Disaster (1989.)
- Impact Is Imminent (1990.)
- Good Friendly Violent Fun (1991.)
- Force of Habit (1992.)
- Tempo of the Damned (2004.)
- Blood In, Blood Out (2014.)
- Persona Non Grata (2021.)

Dublin Death Patrol
- DDP 4 Life (2007.)
- Death Sentence (2012.)

Tenet
- Sovereign (2009.)

Hatriot
- Heroes of Origin (2013.)
- Dawn of the New Centurion (2014.)